# Europeiska grannskapspolitiken

Europeiska unionen
Officiella kandidatländer
Europeiska grannskapspolitiken

Europeiska grannskapspolitiken utgör en del av Europeiska unionens förbindelser med internationella organisationer och tredjeländer och innefattar samarbete med de stater som gränsar till Europeiska unionen i söder och öster, med undantag för Ryssland samt de stater som räknas som kandidatländer eller potentiella kandidatländer.
Grannskapspolitiken innefattar bland annat Medelhavsunionen och Östligt partnerskap. I samarbetet ingår, förutom Europeiska unionen och dess medlemsstater, följande stater: Algeriet, Armenien, Azerbajdzjan, Egypten, Georgien, Israel, Jordanien, Libanon, Libyen, Marocko, Moldavien, Syrien, Tunisien, Ukraina och Vitryssland. Även palestinska myndigheten omfattas av samarbetet.
Samarbetet syftar bland annat till att stabilisera regionen, förbättra demokratisk och ekonomisk utveckling och bekämpa korruption. På längre sikt syftar grannskapspolitiken till att staterna ska ingå i unionens inre marknad.
Ryssland omfattas inte av grannskapspolitiken, utan har istället ingått ett särskilt partnerskap med Europeiska unionen. De stater som har ansökt om medlemskap i unionen eller som har utlovats medlemskap på längre sikt omfattas inte heller av grannskapspolitiken. Med undantag för Turkiet, som ingår i en egen tullunion med EU, omfattas dessa stater istället av stabiliserings- och associeringsavtal.
Den 16 februari 2011 kritiserade Cypern, Frankrike, Grekland, Malta, Slovenien och Spanien grannskapspolitiken för att vara alltför inriktad på de östligt belägna grannländerna. De krävde därför att resurserna skulle fördelas mer jämnt mellan de södra och östra grannländerna, inte minst till följd av protesterna i arabvärlden 2010–2011.